# Marcus Piehl
Marcus Piehl (* 23. August 1985 in Linköping) ist ein ehemaliger schwedischer Freistil-Schwimmer.

## Werdegang
Piehl wurde mit der schwedischen Freistilstaffel zweimal Kurzbahn- und einmal Langbahneuropameister.
2006, beim Gewinn des Kurzbahneuropameistertitels mit der 4 × 50-m-Freistilstaffel, stellte er gemeinsam mit Stefan Nystrand, Petter Stymne und Jonas Tilly einen neuen Weltrekord auf. Dieser konnte ein Jahr später bei den Kurzbahneuropameisterschaften 2007 in Debrecen weiter verbessert werden.

## Rekorde
| Weltrekorde (1)                                               | Weltrekorde (1) | Weltrekorde (1)   | Weltrekorde (1) |
| ------------------------------------------------------------- | --------------- | ----------------- | --------------- |
| 4 × 50 m Freistil (Kurzbahn) (mit Stymne, Nystrand und Nylin) | 1:24,19 min     | 16. Dezember 2007 | Debrecen        |
| Europarekorde (1)                                             |                 |                   |                 |
| 4 × 50 m Freistil (Kurzbahn) (mit Stymne, Nystrand und Nylin) | 1:24,19 min     | 16. Dezember 2007 | Debrecen        |
| (Stand: 7. August 2008)                                       |                 |                   |                 |